# 庄内町平石
庄内町平石（しょうないちょうひらいし）とは、大分県由布市内の大字。郵便番号は879-5437。

## 地理
由布市の中部、城ヶ岳南斜面に位置する。庄内町高岡、庄内町西、庄内町中、東大津留、湯布院町川南、湯布院町中川と接する。

## 歴史
- 1889年4月1日 - 町村制の施行により、西庄内村が発足。（大分郡西庄内村）。
- 1954年11月1日 - 阿南村・東庄内村・西庄内村・南庄内村・阿蘇野村が合併し、大分郡庄内村が成立。（大分郡庄内村）
- 1955年4月1日 - 町制施行により大分郡庄内町が成立。（大分郡庄内町大字平石）
- 2005年10月1日 - 挾間町・庄内町・湯布院町で新設合併、市政施行で由布市が成立。大字表記および、小字が廃止される（由布市庄内町平石）[3]。

## 小・中学校の学区
市立小・中学校に通う場合、学区は以下の通りとなる。
| 町名       | 小学校               | 中学校             |
| ---------- | -------------------- | ------------------ |
| 庄内町平石 | 由布市立西庄内小学校 | 由布市立庄内中学校 |

## 交通

### 鉄道
JR久大本線が通っているが駅はない。最寄り駅は庄内駅となる。

### バス
由布市コミュニティバスが運営している。